# 马歇尔·罗森布卢特
马歇尔·尼古拉斯·罗森布卢特（英語：Marshall Nicholas Rosenbluth，1927年2月5日—2003年9月28日），美国等离子物理学家，美国国家科学院院士。1997年，他因对可控核聚变、等离子体物理和计算统计力学的贡献被授予美国国家科学奖章。此外，他还获得了E·O·劳伦斯奖（1964年），阿尔伯特·爱因斯坦奖（1967）、詹姆斯·麦克斯韦奖（1976年），费米奖（1985年）和汉尼斯·阿尔文奖（2002年）。